# Бонсиньоре
Бонсиньоре (Buonsignore, также известный как Bonus senior, Bonsignor, Boninseniore, Bonussenoir) — католический церковный деятель XI-XII веков. Возведён в ранг кардинала-священника на консистории 1095 года. В 1098 году стал епископом Реджо-Эмилии. 5 апреля 1098 году участвовал в Миланском соборе, возглавляемым Ансельмом IV. 12 февраля 1111 года был пленён Генрихом V, освобожден по просьбе Матильды Тосканской.